# Rivesaltes
Rivesaltes (em catalão:  Ribesaltes) é uma comuna francesa na região administrativa da Occitânia, no departamento dos Pirenéus Orientais. Estende-se por uma área de 28.76 km², e possui 8.756 habitantes, segundo o censo de 2018, com uma densidade de 300 hab/km².